# جاكوب تاماركين
جاكوب دافيد تاماركين (بالإنجليزية: Jacob Tamarkin)‏ هو عالم رياضيات روسي أمريكي.